# Епархия Агатса
Епархия Агатса (лат. Dioecesis Agatsensis) — епархия Римско-католической церкви с центром в городе Агатс, Индонезия. Епархия Агатса входит в митрополию Мерауке.

## История
29 мая 1969 года Папа Римский Павел VI издал буллу Prophetae vaticinium, которой учредил епархию Агатса, выделив её из архиепархии Мерауке.

## Ординарии епархии
- епископ Alphonsus Augustus Sowada ORC[1](29.03.1969 — 9.05.2001);
- епископ Aloysius Murwito OFM (7.06.2002 — по настоящее время).

## Источник
- Annuario Pontificio, Libreria Editrice Vaticana, Città del Vaticano, 2003, ISBN 88-209-7422-3
- Булла Prophetae vaticinium (лат.)